# 오션중학교
오션중학교(오션中學校)는 대한민국 부산광역시 강서구 명지동에 있는 공립 중학교이다.

## 학교 연혁
- 2019년 10월 19일 : 오션중학교 설립안 승인
- 2020년 11월 6일 : 오션중학교(가칭 ‘서명중학교’) 교사(校舍) 신축공사 착공
- 2022년 2월 11일 : 오션중학교 교사(校舍) 신축공사 준공
- 2022년 3월 1일 : 초대 김옥숙 교장 취임
- 2022년 3월 2일 : 개교(2학년 5학급 125명)
- 2022년 3월 3일 : 제1회 입학식(신입생 10학급 269명)
- 2023년 3월 1일 : 디지털 신기술 기반 거점학교 연구학교 운영(~2026.02.28)
- 2023년 3월 1일 : 부산형 자율 교육과정 모델학교 운영(~2025.02.28)
- 2024년 3월 1일 : 디지털 교육혁신 선도학교 운영
- 2025년 1월 8일 : 제2회 졸업식(졸업생 10학급 258명)
- 2025년 3월 4일 : 제4회 입학식(신입생 10학급 288명)

## 참고 자료
- 오션중학교 - 한국교육학술정보원 학교알리미